# NGC 6931
NGC 6931 este o galaxie situată în constelația Capricornul. A fost descoperită în 4 iunie 1886 de către Francis Leavenworth.